# Giro de la Toscana-Memorial Michela Fanini
El Giro de la Toscana-Memorial Michela Fanini (oficialmente: Premondiale Giro Toscana Int. Femminile-Memorial Michela Fanini) es una carrera ciclista femenina italiana que se disputa en la región de la Toscana, en el mes de octubre. Toma su nombre de la exciclista Michela Fanini ganadora del Giro de Italia femenino 1994 que falleció en un accidente de tráfico ese mismo año.
Se creó en 1995 como dos carreras independientes de un día para ya al año siguiente transformarse en carrera por etapas. A pesar de comenzar como amateur a los pocos años comenzaron a participar corredoras profesionales de primer nivel, hasta que en el 2002 comenzó a ser completamente profesional en la categoría 2.9.1 (máxima categoría del profesionalismo para carreras por etapas femeninas) renombrándose esa categoría en 2005 por la 2.1 manteniendo la carrera dicho estatus. En 2011 se introdujo en su nombre oficial la denominación "Premondiale" debido a que esta prueba se suele utilizar como preparatoria para los Campeonatos Mundiales que se disputan una semana después. En 2013 ascendió de categoría a la 2.HC creada en ese año siendo la única carrera femenina que conseguía dicha catalogación. Sin embargo, ese mismo año la carrera sufrió un boicot por parte de los principales equipos por la falta de seguridad, debido a ello la carrera descendió dos categorías en un solo año a la 2.2 (última categoría del profesionalismo).
Debido a su carácter preparatorio del Mundial combina en ella varios tipos de etapas (contrarrelojes -eso si, nunca de más de 6 km-, llanas y montañosas) incluyendo a veces varios dobles sectores, siempre acabando en Florencia.
Es organizada por la S.C. Michela Fanini Record Box que tiene también un equipo ciclista profesional femenino con el mismo nombre.

## Palmarés
| Año                                                             | Ganador                | Segundo                   | Tercero                  |           |
| --------------------------------------------------------------- | ---------------------- | ------------------------- | ------------------------ | --------- |
| Memorial Michela Fanini ediciones amateur                       |                        |                           |                          |           |
| 1995                                                            | Imelda Chiappa         | Roberta Bonanomi          | Greta Zocca              |           |
| 1995 (2)                                                        | Greta Zocca            | Fabiana Luperini          | Imelda Chiappa           |           |
| 1996                                                            | Barbara Heeb           | Diana Rast                | Laura Charameda          |           |
| 1997                                                            | Imelda Chiappa         | Tetyana Styazhkina        | Simona Parente           |           |
| Giro della Toscana Int. Femminile-Memorial Michela Fanini       |                        |                           |                          |           |
| 1998                                                            | Valeria Cappellotto    | Pia Sundstedt             | Lenka Ilavská            |           |
| 1999                                                            | Edita Pučinskaitė      | Fabiana Luperini          | Lucia Pizzolotto         |           |
| 2000                                                            | Zinaida Stahurskaya    | Simona Parente            | Fabiana Luperini         |           |
| 2001                                                            | Nicole Brändli         | Zinaida Stahurskaya       | Rasa Polikevičiūtė       |           |
| ediciones profesionales                                         |                        |                           |                          |           |
| 2002                                                            | Susanne Ljungskog      | Zinaida Stahurskaya       | Nicole Brändli           |           |
| 2003                                                            | Susanne Ljungskog      | Dede Barry                | Nicole Brändli           |           |
| 2004                                                            | Trixi Worrack          | Nicole Cooke              | Edita Pučinskaitė        |           |
| 2005                                                            | Susanne Ljungskog      | Swetlana Bubnenkowa       | Mirjam Melchers          |           |
| 2006                                                            | Swetlana Bubnenkowa    | Marianne Vos              | Suzanne de Goede         |           |
| 2007                                                            | Noemi Cantele          | Chantal Beltman           | Judith Arndt             |           |
| 2008                                                            | Judith Arndt           | Trixi Worrack             | Marianne Vos             |           |
| 2009                                                            | Diana Žiliūtė          | Luisa Tamanini            | Charlotte Becker         |           |
| 2010                                                            | Judith Arndt           | Tatiana Antóshina         | Noemi Cantele            |           |
| Premondiale Giro Toscana Int. Femminile-Memorial Michela Fanini |                        |                           |                          |           |
| 2011                                                            | Megan Guarnier         | Claudia Häusler           | Rasa Leleivytė           |           |
| 2012                                                            | Małgorzata Jasińska    | Lauren Hall               | Romy Kasper              |           |
| 2013                                                            | Claudia Häusler        | Tatiana Antóshina         | Francesca Cauz           |           |
| 2014                                                            | Shelley Olds           | Małgorzata Jasińska       | Ewelina Szybiak          |           |
| 2015                                                            | Małgorzata Jasińska    | Valentina Scandolara      | Annemiek van Vleuten     |           |
| 2016                                                            | Ashleigh Moolman-Pasio | Flávia Oliveira           | Anna Zita Maria Stricker |           |
| 2017                                                            | Ashleigh Moolman-Pasio | Cecilie Uttrup Ludwig     | Ewelina Szybiak          |           |
| 2018                                                            | Soraya Paladin         | Maria Giulia Confalonieri | Tetyana Riabchenko       |           |
| 2019                                                            | Arlenis Sierra         | Soraya Paladin            | Anastasia Chursina       |           |
| 2020                                                            | cancelada              | cancelada                 | cancelada                | cancelada |
| 2021                                                            | Arlenis Sierra         | Rasa Leleivytė            | Debora Silvestri         |           |
| 2022                                                            | Agnieszka Skalniak     | Dominika Włodarczyk       | Olga Shekel              |           |
| 2023                                                            | Alessia Vigilia        | Rasa Leleivytė            | Anastasiya Kolesava      |           |
| 2024                                                            | Margot Vanpachtenbeke  | Rasa Leleivytė            | Olha Kulynych            |           |
| 2025                                                            |                        |                           |                          |           |

## Palmarés por países
| País           | Victorias |
| -------------- | --------- |
| Italia         | 7         |
| Suecia         | 3         |
| Alemania       | 3         |
| Polonia        | 3         |
| Suiza          | 2         |
| Lituania       | 2         |
| Sudáfrica      | 2         |
| Cuba           | 2         |
| Estados Unidos | 2         |
| Rusia          | 1         |
| Bielorrusia    | 1         |
| Bélgica        | 1         |